# Kathleen Hanna
Kathleen Hanna (Portland, 12 de novembro de 1968) é uma cantora, musicista e pioneira do movimento feminista riot grrrl, além de escritora de punk zine. No início e meados da década de 1990, ela foi a vocalista principal da banda punk rock feminista Bikini Kill, e depois liderou a banda de electropunk Le Tigre no final da década de 1990 e início de 2000. Em 1998, lançou um álbum solo usando o pseudônimo Julie Ruin. Um documentário sobre a vida de Hanna foi filmado entre 2010 e 2013. O filme, The Punk Singer, estreiou em março de 2013. Desde 2010, Hanna lidera a banda The Julie Ruin.

## Início de vida
Nascida em Portland, Oregon, Hanna mudou-se com sua família para Calverton, Maryland em 1971. Devido ao trabalho de seu pai, a família mudou-se diversas vezes. Seus pais se separaram enquanto ela estava no ensino médio. Hanna começou a interessar-se em feminismo aos 9 anos, quando sua mãe a levou para uma marcha em Washington, D.C, onde Gloria Steinem discursou.

## Carreira
No fim dos anos 80, Hanna começou a estudar em Evergreen State College, em Olympia, Washington. Durante aquele tempo, ela começou a trabalhar como stripper para se manter financeiramente, enquanto estudava fotografia. Ao começar trabalhar com o colega de classe e fotógrafo Aaron Baush-Greene, ela montou uma exibição fotográfica que falava sobre sexismo e AIDS. No entanto, a administração da faculdade censurou as fotos antes de serem exibidas. Hanna então montou uma galeria de arte chamada Reko Muse ao lado de Heidi Arbogast e Tammy Rae Carland. As três formaram uma banda chamada Amy Carter.
Hanna também começou a fazer apresentações de spoken word que falavam sobre sexismo e violência contra a mulher - algo que ela começou a se interessar depois de ter trabalhado voluntariamente em uma organização contra violência doméstica. Eventualmente, Hanna abandonou spoken word para criar uma banda, após conversar com Kathy Acker: "Acker me perguntou por que escrever era importante pra mim, e eu disse: 'porque eu acho que nunca ninguém me ouviu e eu tenho muito a dizer', e ela disse: 'então por que você está fazendo spoken word? Ninguém vai nesses shows. Você tinha que montar uma banda'."
Hanna então formou uma banda chamada Viva Knievel, que fez turnê nos Estados Unidos por dois meses antes de se separar. Ao retornar para Olympia, ela começou a colaborar com outra colega de classe, Tobi Vail, que escrevia zines, após ver uma apresentação da banda da mesma.

### Bikini Kill
Bikini Kill logo tornou-se uma parte da cena musical de Olympia, Washington, do início dos anos 90, que era reconhecida por sua consciência política, uma forte influência da ética DIY, e pela ênfase na colaboração e apoio local.
O primeiro lançamento da banda na gravadora Kill Rock Stars foi um EP produzido por Ian MacKaye, da banda Fugazi. O Bikini Kill então começou uma turnê pelo Reino Unido, onde gravaram um LP com a banda britânica Huggy Bear. A turnê foi filmada e a banda foi entrevistada por Lucy Thane, que mais tarde lançou um documentário chamado It Changed My Life: Bikini Kill in the UK. Ao retornarem para os Estados Unidos, a banda começou a compôr com Joan Jett, que produziu o single "New Radio/Rebel Girl".
Na mesma época, Hanna produziu diversos álbuns da Kill Rock Stars, incluindo o single "Rockstar" e a música "I Wish I was Him", uma música escrita por Ben Lee, na compilação Rock Stars Kill.
Em 1994, Hanna apareceu no vídeo de Bull in the Heather, da banda Sonic Youth.
Os primeiros EPs do Bikini Kill foram lançados em um CD chamado The C.D. Version of the First Two Records em 1993. A banda lançou mais dois álbuns, Pussy Whipped em 1994, e Reject All American em 1996, e em, 1998, a gravadora lançou Bikini Kill: The Singles, uma compilação dos maiores sucessos da banda. A banda se separou em termos amigáveis em abril de 1998.

### Le Tigre
Em Portland, Oregon, Hanna começou a trabalhar com a amiga e editora de zine Johanna Fateman. A colaboração resultou em uma banda chamada The Troublemakers, que acabou quando Fateman se mudou para Nova York.
Hanna também se mudou para Nova York, e ao lado de Sadie Benning, elas começaram uma banda chamada Le Tigre. A banda lançou seu primeiro álbum, Le Tigre, em 1999, na gravadora Mr. Lady Records. Benning saiu da banda e foi substituída por JD Samson. Em 2001, o segundo álbum da banda, Feminist Sweepstakes, foi lançado, e em 2004, o último álbum, This Island, foi lançado na Universal Records.
No semestre de outono de 2007, Hanna deu aulas de arte na Universidade de Nova York.

### The Julie Ruin
Em 2010, Hanna anunciou que, ao lado de Kenny Mellman e Kathi Wilcox, havia formado uma banda chamada The Julie Ruin. Em dezembro de 2011, a banda tocou seu primeiro show. Em junho de 2013, a banda lançou o single "Oh Come On", e anunciou o lançamento de seu primeiro álbum, Run Fast.

## Vida pessoal

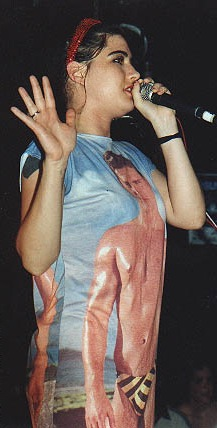
photo by Denis Gray (denisgray@hotmail.com) Kathleen Hanna with Bikini Kill - 17 January, 1996 - Annandale Hotel, Sydney Australia Terms of Use: All users of this image are required to attribute this work to "Denis Gray"

Hanna usou o documentário autobiográfico The Punk Singer para anunciar sua luta contra a Doença de Lyme, da qual sofre desde 2005. Ela foi diagnosticada em 2010.
Em entrevistas, Hanna falou abertamente sobre a decisão de ter realizado um aborto quando era mais jovem, dizendo em uma entrevista em particular: "foi uma das primeiras coisas que fiz por conta própria, eu trabalhei no McDonalds, economizei dinheiro, e fiz. Eu sou pró-escolha e defendo isso, porque eu não estaria aqui falando com você agora se eu tivesse tido um filho aos 15 anos". Hanna expressou sua crença de que falar sobre seu aborto pode encorajar outras mulheres a discutir abertamente o tema, ajudando a diminuir o estigma social que muitas vezes acompanha essa discussão e também ajudando a sustentar o impulso político e mais progressos no que diz respeito o movimento pró-escolha.
Em 1991, durante uma festa na casa de Kurt Cobain, Hanna pichou na parede do mesmo a frase "Kurt smells like teen spirit" (Kurt tem cheiro de teen spirit), uma brincadeira que se referia ao fato de Cobain estar com o cheiro do desodorante de Tobi Vail, sua namorada na época. A frase inspirou a canção "Smells Like Teen Spirit".
Em 4 de julho de 1995, enquanto assistia um show do Sonic Youth no festival Lollapalooza, Hanna foi violentada fisicamente por Courtney Love, que a torturou com um cigarro aceso e também proferiu socos em seu rosto. Love acusou Hanna de ter feito uma piada sobre sua filha.
Em 1997, Hanna começou a namorar Ad-Rock, dos Beastie Boys. Os dois casaram-se em 2006.

## Discografia

### Bikini Kill

#### Álbuns
- Revolution Girl Style Now! self-released cassette (1991)
- Bikini Kill (EP) na Kill Rock Stars (1991)
- Yeah Yeah Yeah Yeah split LP com Huggy Bear na Catcall Records no Reino Unido, Kill Rock Stars nos EUA (1993)
- The C.D. Version of the First Two Records, compilação (1993)
- Pussy Whipped na Kill Rock Stars (1994)
- Reject All American na Kill Rock Stars (1996)

#### Singles
- Wordcore Volume 1 7" single na Kill Rock Stars
- New Radio/Rebel Girl 7" single na Kill Rock Stars (1993)
- The Anti-Pleasure Dissertation Single na Kill Rock Stars (1994)
- I Like Fucking/I Hate Danger 7" single na Kill Rock Stars (1995)

#### Compilações
- "Feels Blind" na Kill Rock Stars LP/CD (1991)
- Throw: The Yoyo Studio Compilation na Yoyo Records (1991)
- "Daddy's Lil' Girl" no Give Me Back LP, Ebullition Records (1991)
- "Suck My Left One" no There's A Dyke In The Pit, Outpunk Records (1992)
- Bikini Kill: The Singles (1998)
- Sinner, Joan Jett, contribuiu nas músicas "Five", "Watersign", "Baby Blue" e "Tube Talkin" (2007)

### Julie Ruin
- Julie Ruin na Kill Rock Stars (1997)

### Le Tigre

#### Álbuns
- Le Tigre (1999) Mr. Lady
- Feminist Sweepstakes (2001) Mr. Lady
- This Island (2004) Universal

#### Singles e EPs
- Hot Topic (1999)
- From the Desk of Mr. Lady EP (2001)
- Remix (2003)
- Standing In The Way Of Control 12" split EP com a banda The Gossip na Kill Rock Stars
- This Island Remixes Volume 1 EP, Chicks On Speed Records
- This Island Remixes Volume 2EP, Chicks On Speed Records

### Fanzines
- My life with Evan Dando: Popstar
- The Kathleen Hanna newsletter
- Le Tigre zine/tour program